# One of the Boys
One of the Boys је први албум америчке кантауторке Кејти Пери, издат 17. јуна 2008. На њему се налазе хит песме „Ur So Gay“, „I Kissed a Girl“ и „Hot N Cold“.

## Синглови
1. , (издат: 20. новембра 2007)
2. , (издат: 6. маја 2008)
3. , (издат: 30. септембра, 2008)
4. , (издат: 13. јануара 2009)
5. , (издат: 21. априла 2009)